# Pappersflygplan
Pappersflygplan, pappersplan eller papperssvala är ett litet leksaksflygplan som är vikt av papper eller papp. Flygplanet flyger lättast inomhus. Konsten att vika papper kallas origami. Ursprunget till att vika flygplan av papper anses finnas i gamla Kina, men även i Japan.